# 204

204(이백사)는 203보다 크고 205보다 작은 자연수다.

## 수학
- 합성수로, 그 약수는 총 12개다. (1, 2, 3, 4, 6, 12, 17, 34, 51, 68, 102, 204)
  - 204의 진약수의 합은 300이므로, 204는 과잉수다.
- 8번째 구각수다. 앞의 구각수는 154, 다음은 261이다.
- {\displaystyle 204=101+103}
  - 연속하는 두 소수(素數)의 합으로 나타낼 수 있으며, 이 성질을 지닌 앞의 수는 198, 다음 수는 210이다.
- {\displaystyle 204=23+29+31+37+41+43}
  - 연속하는 소수(素數) 6개의 합으로 나타낼 수 있으며, 이 성질을 지닌 앞의 수는 180, 다음 수는 228이다.
- {\displaystyle 204=1^{2}+2^{2}+3^{2}+4^{2}+5^{2}+6^{2}+7^{2}+8^{2}}
  - 8번째 사각뿔수로, 8 이하의 모든 자연수의 제곱합이다. 앞의 사각뿔수는 140, 다음은 285다.
  - 연속하는 자연수 8개의 제곱합으로 나타낼 수 있는 가장 작은 수이며, 이 성질을 지닌 다음 수는 284다.
- {\displaystyle 204=3^{2}+5^{2}+7^{2}+11^{2}}
  - 연속하는 네 소수(素數)의 제곱합으로 나타낼 수 있으며, 이 성질을 지닌 앞의 수는 87, 다음 수는 364다.
- {\displaystyle 35^{2}-1}은 204로 나누어떨어진다.

## 과학·기술
- NGC 204: 물고기자리 방향에 있는 정상렌즈형은하.
- HTTP 204 (No Content→콘텐츠 없음): 서버가 요청을 성공적으로 처리했지만 콘텐츠를 제공하지 않음을 나타내는 HTTP 상태 코드.

## 교통

### 철도
- 서울 지하철 2호선 을지로4가역의 역번호.
- 부산 도시철도 2호선 동백역의 역번호.
- 대구 도시철도 2호선은 204번 역이 없고, 216번부터 시작한다.

### 도로
- 국도 제204호선
  - 일본 204번 국도(일본어판): 사가현 가라쓰시에서 나가사키현 사세보시까지 이어지는 일본의 국도.
  - 중국 204번 국도
- 기타 도로
  - 현도 제204호선

## 군사
- U-204(영어판, 독일어판): 제2차 세계 대전에 사용된 나치 독일의 군용 잠수함.

## 문화유산
- 대한민국의 국보 제204호: 대방광불화엄경 주본 권36
- 대한민국의 보물 제204호: 묘법연화경관세음보살보문품삼현원찬과문
- 대한민국의 사적 제204호: 서울 의릉

## 방송
- 스카이라이프의 SBS 스포츠 채널 번호.
- B tv의 아이넷라이프 채널 번호.
- U+ TV의 미국 국제 방송인 CNN US 채널 번호.
- LG헬로비전의 대교어린이TV 채널 번호.
- B tv 케이블의 디마TV 채널 번호.
- KT HCN의 채널A플러스 채널 번호.

## 기타
- 날짜: 2월 4일
- 연도: 204년, 기원전 204년